# Glaciar Spegazzini

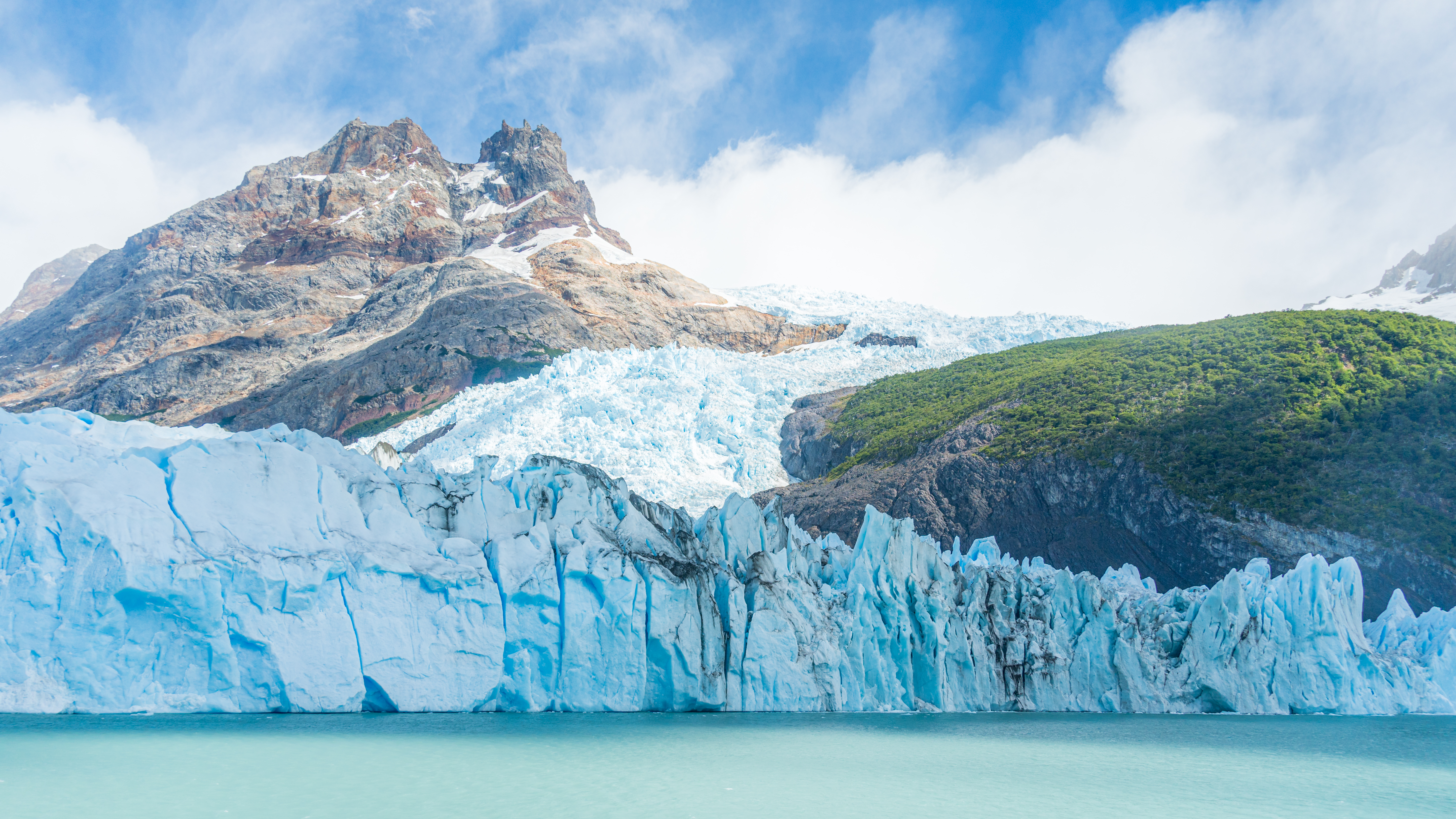
Vista do glaciar en 2023

O glaciar Spegazzini é uma das geleiras mais importantes do Parque Nacional Los Glaciares, situado na Província de Santa Cruz, Departamento Lago Argentino, Argentina e na Provincia de Última Esperanza, região de Magalhães, Chile, integrando a terceira maior extensão de gelo do planeta, o chamado Campo de gelo sul da Patagônia. É alimentado por dois outros glaciares: Mayo Norte e Peineta. 
Localização: Latitude 50º 15’ 00” S Longitude 73º 23’ 00” O, entre Argentina e Chile .
Em medições do ano de 2010, possuía 1,3 km de largura por 17 km de comprimento, totalizando 137 km² de superfície de gelo. A retração da geleira Spegazzini é considerada mínima em relação as demais geleiras da região, tendo retrocedido apenas 150 metros e perda de 0,07 km², no período 1968-2010 . 
Uma de suas características principais é a alta parede de desprendimento, considerada a mais alta do Parque Nacional Los Glaciares, com picos entre 80 e 130 metros, enquanto as de outros glaciares do parque ficam na media de 60 metros . Essa alta parede de gelo é a origem de icebergs de formas e cores variadas e esta firmemente apoiada no fundo do lago a uma profundidade de cerca de 150 metros.
Deve seu nome ao botânico Carlos Luis Spegazzini, que foi o primeiro a estudar a flora local.
1. ↑  Escuela Técnica Valentin Virasoro. «Glaciar Spegazzini». Programa 2Mp - Comisión Nacional de Actividades Espaciales, 2011. Consultado em 20 de janeiro de 2016
2. ↑  «Glaciar Spegazzini». Glaciarium Centro de Interpretación, 19 de fevereiro de 2011. Consultado em 20 de janeiro de 2016
3. ↑  «Glaciares: crucero entre los gigantes del Sur». La Nacion Turismo, abril de 2005. Consultado em 20 de janeiro de 2016